# Konvent 28 (Quedlinburg)
Das Haus Konvent 28 war ein denkmalgeschütztes Gebäude in der Stadt Quedlinburg in Sachsen-Anhalt. 
Das Fachwerkhaus befand sich in der historischen Quedlinburger Neustadt. Es war im örtlichen Denkmalverzeichnis eingetragen und verfügte über eine Schwarze Küche. Es wurde um 1970 abgerissen, wobei die Schwarze Küche zunächst isoliert stehen geblieben war, dann jedoch ebenfalls entfernt wurde.